# مغة تنة مراد (الريف الشرقي)
مغة تنة مراد (بالفارسية: مگه تنه‌مراد) هي منطقة سكنية تقع في إيران في قسم الريف الشرقي الريفي. يقدر عدد سكانها بـ 26 نسمة .